# Katherine Sebov
Katherine Sebov (ur. 5 stycznia 1999 w Toronto) – kanadyjska tenisistka.

## Kariera tenisowa
Dotychczas zwyciężyła w pięciu singlowych i jednym deblowym turnieju rangi ITF. 10 kwietnia 2023 roku zajmowała najwyższe miejsce w rankingu singlowym WTA Tour – 136. pozycję, natomiast 27 maja 2019 osiągnęła najwyższą pozycję w rankingu deblowym – 433. miejsce.

## Wygrane turnieje rangi ITF
| turnieje z pulą nagród 100 000 $   |
| turnieje z pulą nagród 80 000 $    |
| turnieje z pulą nagród 60 000 $    |
| turnieje z pulą nagród 25/35 000 $ |
| turnieje z pulą nagród 15 000 $    |
| turnieje z pulą nagród 10 000 $    |

### Gra pojedyncza
|    | Data       | Turniej  | ($)    | Naw.          | Finalistka         | Wynik           |
| 1. | 28/10/2018 | Saguenay | 60 000 | Twarda        | Quirine Lemoine    | 7:6(10), 7:6(4) |
| 2. | 25/12/2022 | Tauranga | 25 000 | Twarda        | Michaela Bayerlová | 6:0, 6:4        |
| 3. | 05/03/2023 | Toronto  | 25 000 | Twarda (hala) | Himeno Sakatsume   | 6:4, 7:6(4)     |
| 4. | 22/10/2023 | Saguenay | 60 000 | Twarda        | Fanny Stollár      | 6:4, 6:4        |
| 5. | 12/01/2025 | Naples   | 35 000 | Ziemna        | Jessica Pieri      | 6:2, 6:0        |

### Gra deblowa
|    | Data       | Turniej           | ($)    | Naw.          | Partnerka       | Przeciwniczki                      | Wynik    |
| 1. | 04/12/2021 | Jablonec nad Nysą | 25 000 | Twarda (hala) | Maja Chwalińska | Lucie Havlíčková Linda Klimovičová | 7:5, 6:4 |